# 別府駅 (大分県)
別府駅（べっぷえき）は、大分県別府市駅前町にある、九州旅客鉄道（JR九州）日豊本線の駅である。事務管コードは▲920523。

## 概要
別府温泉として全国的に知られる別府市の代表駅で全列車が停車する。特急「ゆふ」、「ゆふいんの森」、「九州横断特急」が当駅始発・終着で運転されている。
2003年・2004年に「ソニック」と「にちりん」の系統分割が行われた際、「にちりん」はほとんどの列車が当駅始発・終着となり、当駅は大分駅と共に「ソニック」と「にちりん」の接続駅として位置づけられたが、2009年以降「にちりん」は大分駅発着への変更が進み、2012年3月17日のダイヤ改正によって当駅始発・終着の「にちりん」の設定はなくなった。
みどりの窓口が設置されており、中央口に自動改札機が導入されている。自動放送・楽チャリ設置駅である。駅構内に別府外国人観光客案内所（ビジット・ジャパン案内所）がある。
ICカードSUGOCAの発売も行っており、各ホーム1か所ずつにICカードチャージ機とICカード専用自由席特急券売機が設置されている。

## 歴史
- 1911年（明治44年）7月16日：鉄道院が開設[2][3]。
- 1949年（昭和24年）6月7日：昭和天皇の戦後巡幸があり、幸崎駅発 - 別府駅着のお召し列車が運行。同月9日には別府駅発 - 中津駅着が運行[6]。
- 1961年（昭和36年）10月1日：貨物の取り扱いを廃止[7]。
- 1965年（昭和40年）9月25日：別府駅付近の一部が高架化[8]。
- 1966年（昭和41年）
  - 8月9日：日豊本線の亀川駅 - 東別府駅間の複線化が完成[9]。別府駅付近高架化工事完工[10]。
  - 9月15日：別府民衆駅開業[11][12]。（現駅舎）
  - 10月1日：別府ステーションセンター（現在の別府駅商業施設）が開業[13]。
- 1986年（昭和61年）11月1日：（新聞紙を除く）荷物扱い廃止[7]。
- 1987年（昭和62年）4月1日：国鉄分割民営化に伴い、九州旅客鉄道（JR九州）の駅となる[14]。
- 1995年（平成7年）春：駅舎改装[15]。
- 2005年（平成17年）2月25日：大規模リニューアル工事完成[16][17]。
- 2007年（平成19年）3月：改札口からホームまでを結ぶエレベーターが計3機設置される[18][注釈 1]。
- 2010年（平成22年）3月13日：自動改札機が設置される[19]。
- 2012年（平成24年）12月1日：SUGOCA対応となる[20]。
- 2013年（平成25年）4月：ホームを全面改装、かさ上げ工事が実施される[要出典]。
- 2022年（令和4年）3月12日：この日よりみどりの窓口の営業時間が7：30 - 19：00に短縮される。

なお、1929年（昭和4年）5月に北浜から別府駅前まで大分交通別大線の路面電車が開通したが、1956年（昭和31年）10月から軌道撤去工事を行った。

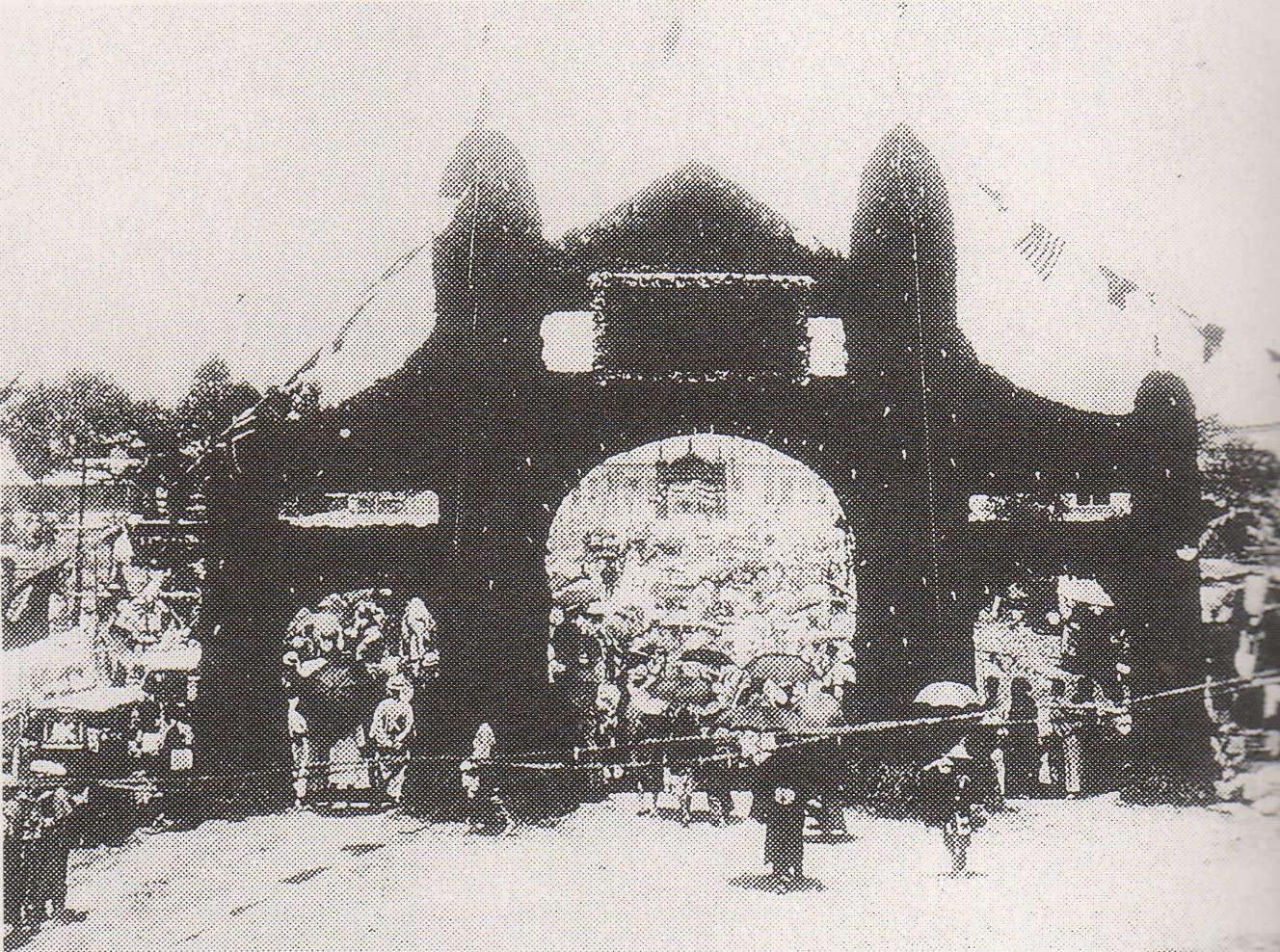
別府駅開業記念式典
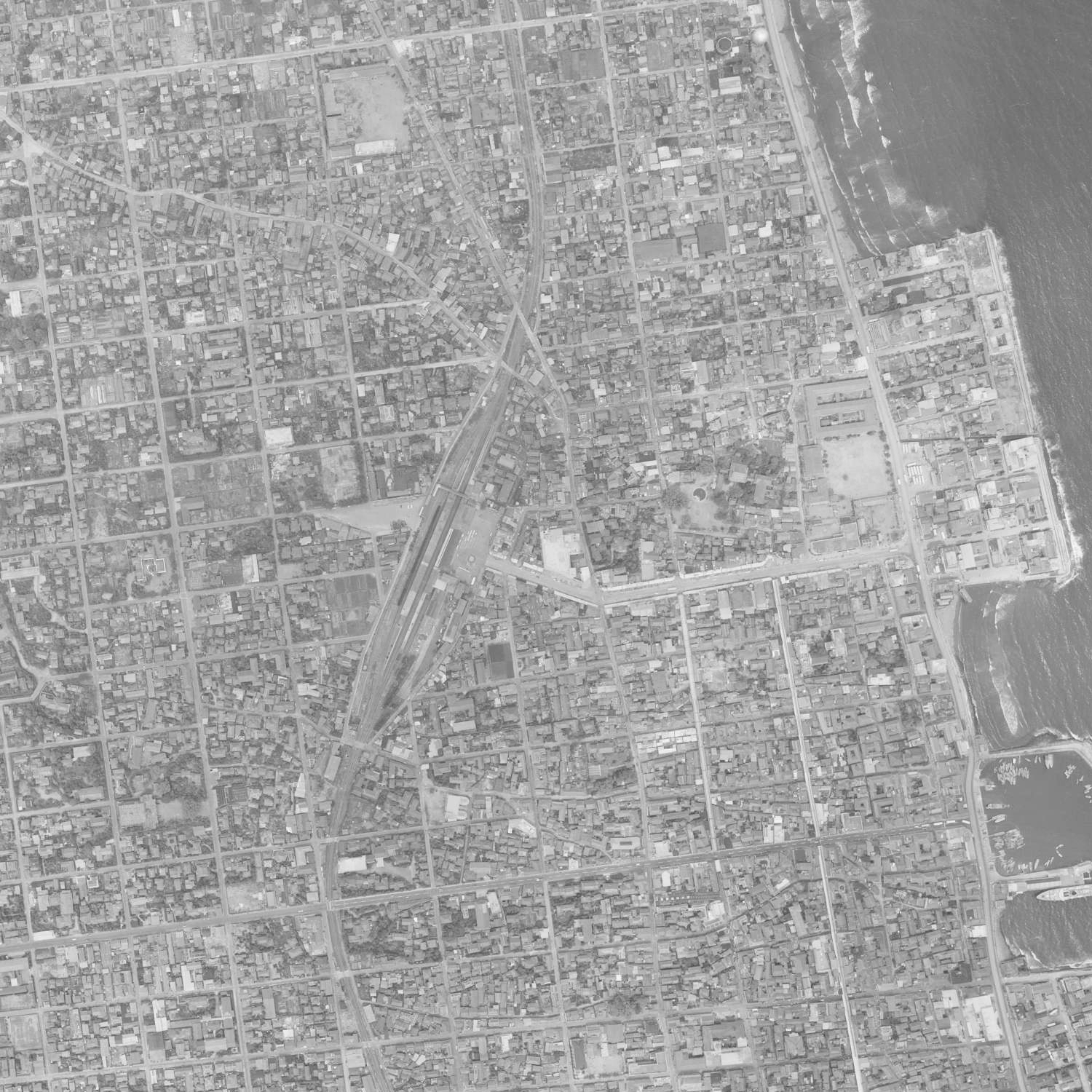
高架化前の別府駅周辺の白黒空中写真（1961年4月撮影）国土交通省 国土地理院 地図・空中写真閲覧サービスの空中写真を基に作成
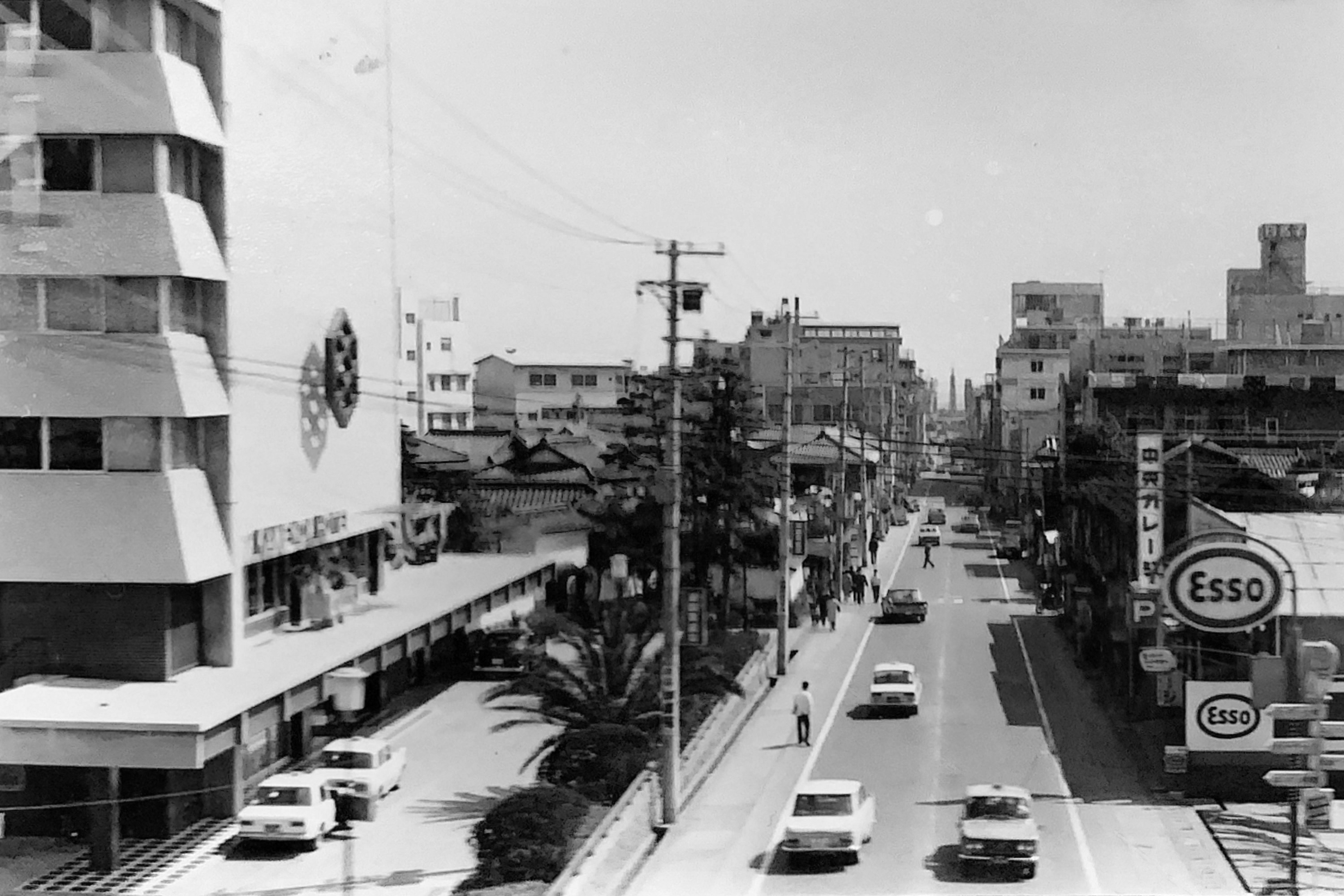
別府市流川通り（高架化完成後、高架橋から撮影）

## 駅構造
島式ホーム2面4線を有する高架駅である。かつては留置線2線が2本の島式ホームの間に設置され、亀川駅まで回送される一部の間合いの長い列車を除く当駅発着列車の留置に使用されたこともある。留置線が撤去された現在は、2本のホームの2番線と3番線の間が広く空いている。現ホーム完工時は日豊本線の無煙化前であり、また夜行列車も数多く運転されていたため、2013年にホームの嵩上げを伴う大規模改装が実施されるまでホームに洗面台や鏡が設置されていた。
駅本屋は1966年（昭和41年）に高架化とともに完工した2代目のものである。数度のリニューアル工事が行われており、2005年（平成17年）4月に構内外と北側専門店街が改装され、現在の外観となっている。

### のりば
| のりば | 路線                                     | 方向 | 行先                     | 備考                                |
| ------ | ---------------------------------------- | ---- | ------------------------ | ----------------------------------- |
| 1      | □特急「ソニック」                        | 下り | 大分・佐伯方面           |                                     |
| 1      | □特急「にちりん」 「にちりんシーガイア」 | 下り | 大分・佐伯・宮崎方面     |                                     |
| 1・2   | ■日豊本線                                | 下り | 大分・幸崎・佐伯方面     |                                     |
| 3      | □特急「ゆふ」「ゆふいんの森」            | -    | 由布院・日田方面         | 博多方面からの直通の場合は1番のりば |
| 3      | □特急「九州横断特急」                    | -    | 豊後竹田・阿蘇・熊本方面 |                                     |
| 3・4   | ■日豊本線                                | 上り | 柳ケ浦・中津・小倉方面   |                                     |
| 4      | □特急「ソニック」 「にちりんシーガイア」 | 上り | 中津・小倉・博多方面     |                                     |
| 4      | □特急「にちりん」                        | 上り | 中津・小倉方面           |                                     |

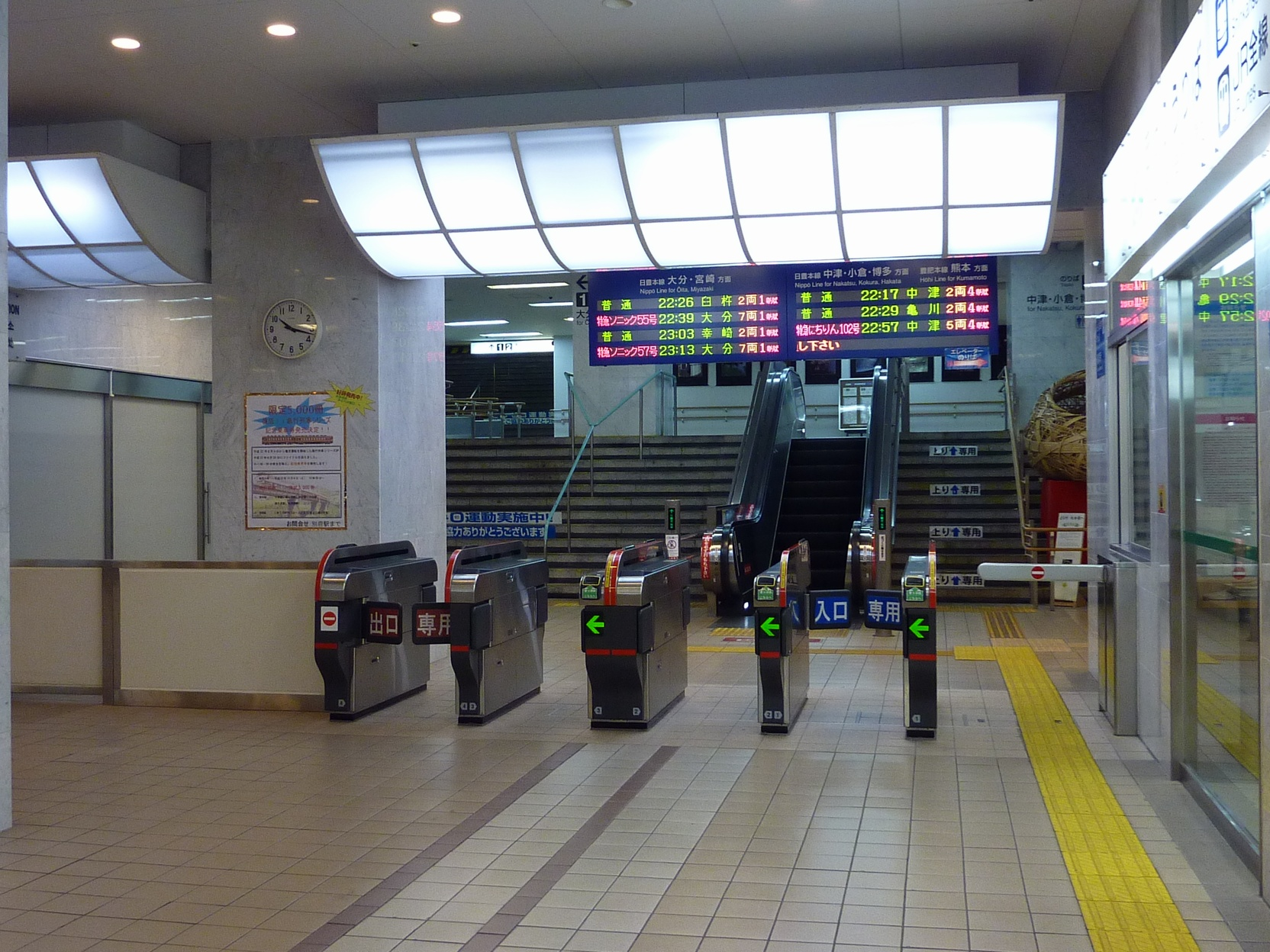
中央改札口（2010年10月）
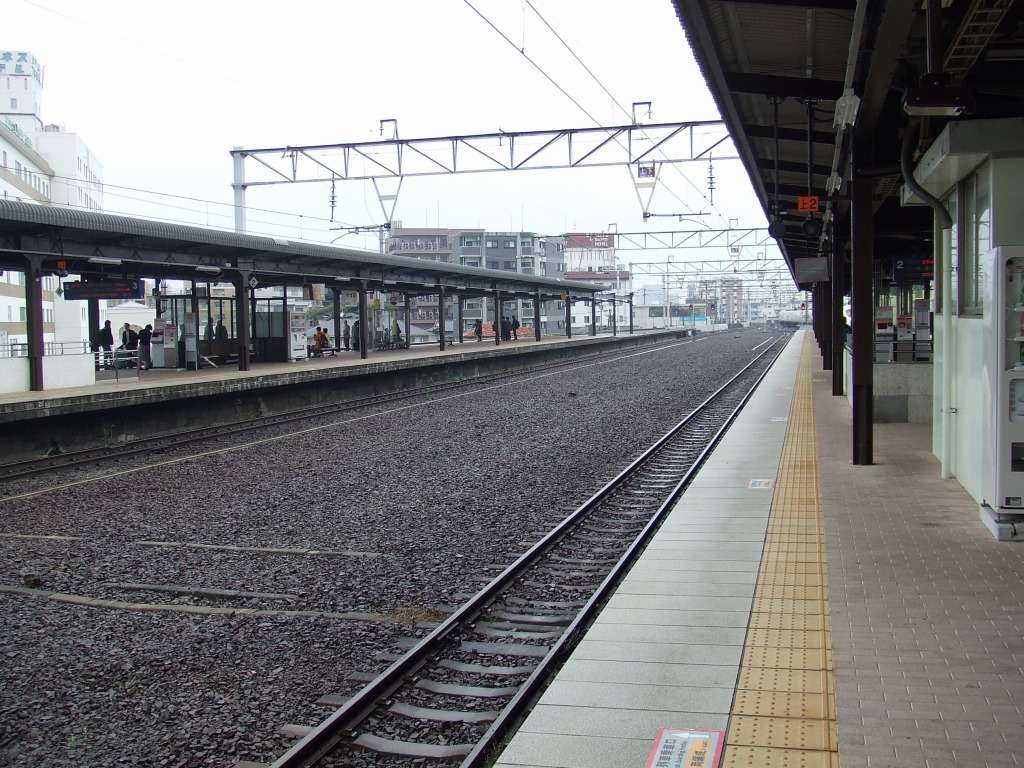
留置線が撤去された後の構内（2017年4月）
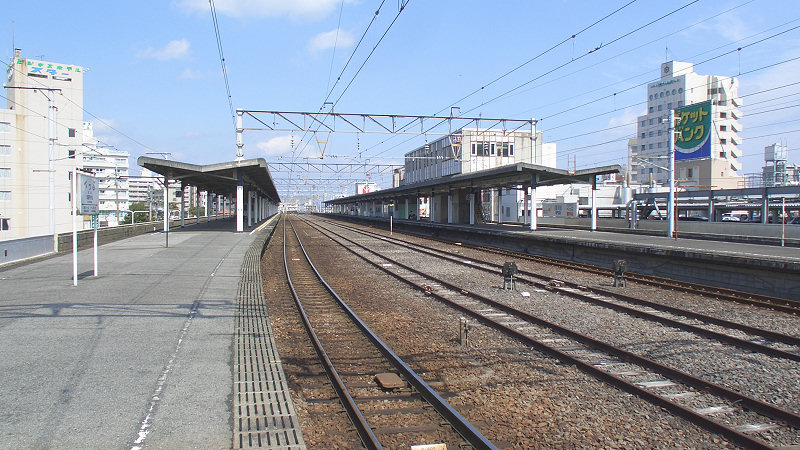
留置線があった頃の構内（2007年3月）
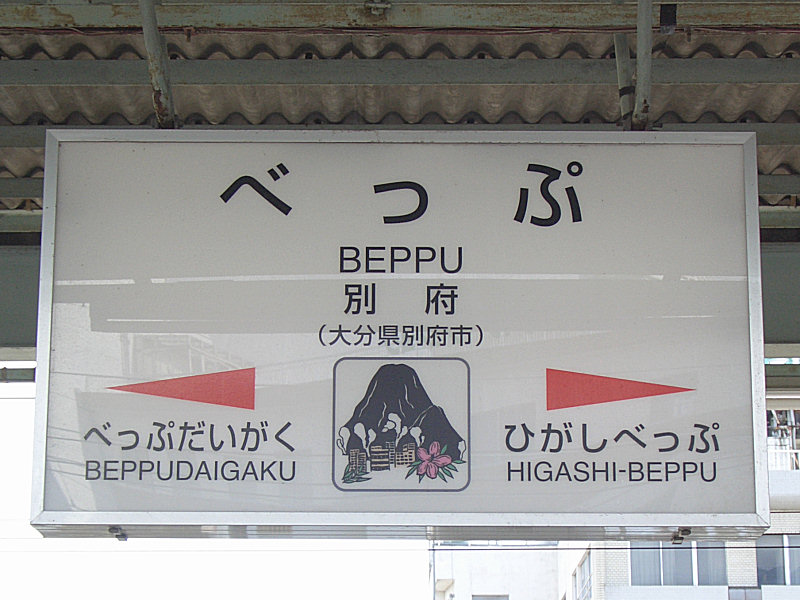
温泉街・オオムラサキ・鶴見岳をイメージしたイラストの描かれた駅名標
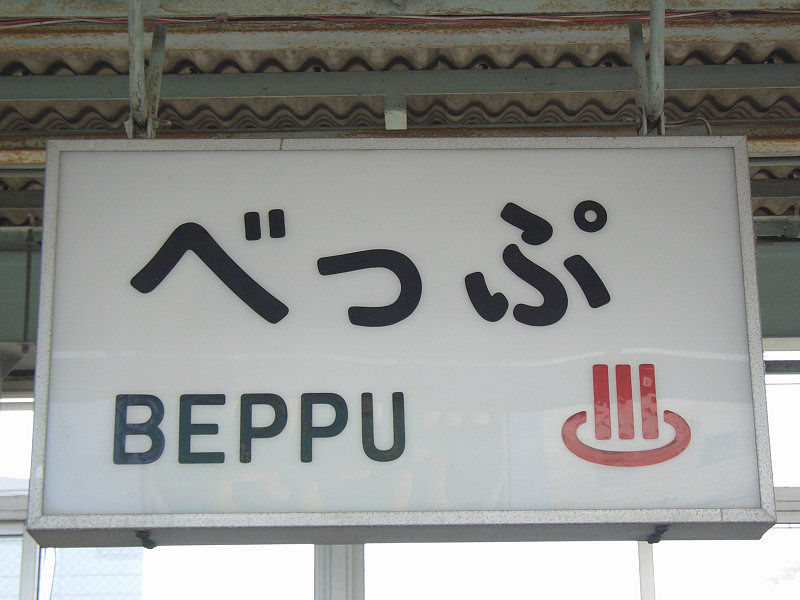
温泉マークの描かれた駅名標も設置されている

### 改札口
- 中央改札口 - 片方専用が2列、両方が2列の計4列の自動改札機と精算所を兼ねた有人通路が1列ある。駅営業時間中は常時利用できる[要出典]。
- 南改札口 - 有人通路とIC乗車券のカードリーダー及び自動発券機1台がある。駅ナカのBIS南館の営業時間（10時 - 20時）中に利用できる[要出典]。

また、駅を挟んで東口を「海岸口」、西口を「山の手口」と案内している。詳細は後述。

### 商業施設など
駅内高架下中央改札横に観光協会観光案内所がある。また商業施設としては、南側にマルミヤストア別府駅店・明林堂書店JR別府駅店を核店舗とする南名店街「BIS南館」および「別府駅市場」、北側にはヤマダデンキ別府駅前店が核店舗の北名店街「B-Passage」という商店街があり、食料品店や衣料品店の他に土産物屋やペット温泉なども存在する。
ヤマダ電機、駐車場、駐輪場が入居する北駅ビルのみJR九州の直接管理であるが、商業床のB-Passage, 北名店街、BIS南館専門店街、駅市場商店街、駅ビル駐車場などはJR九州の子会社のJR九州ビルマネジメントが管理・運営をしている。1967年（昭和42年）の開業時には「日本一の長さの高架下商店街」と言われていた。

## 駅弁
- 山海三昧 (寿し由) - 湯布院牛や豊後水道産の魚をネタにした握りずし弁当で[27]、2015年（平成27年）3月6日の「第11回九州駅弁グランプリ決勝大会」で第1位になった[28]。

- たみこの夢弁当 (TAKEYA)
- 豊後山香牛めし（山香の郷竜笑顔）
- 豊後赤どり弁当（由府両築）
- 黒毛和牛弁当（由府両築）
- ふるさと弁当大分づくし（寿本舗）
- かあちゃんのまくべんとう（寿本舗）
- 杜里物語（学食）
- おおいた古里弁当（学食）
- とり天弁当（学食）
- とりめしおにぎり（学食）

## 利用状況
1912年（大正元年）度には乗車人員が173,362人、降車人員が179,300人で、旅客収入はおよそ115,933円だった。
1965年（昭和40年）度には乗車人員が2,302,967人（定期外:1,458,849人、定期:844,118人）、降車人員が2,415,141人で、手荷物（発送:22,002個、到着:22,964個）や小荷物（発送:92,500個、到着:169,880個）も取り扱っていた。
2016年（平成28年）度の乗車人員は2,165,368人、降車人員は2,172,176人である。
※1日平均乗車人員の数値は各年度版「大分県統計年鑑」による年間乗車人員の値を各年度の日数で割った値。2016年度以降は数値が非公表となった為、九州旅客鉄道が公表する「駅別乗車人員」の数値を用いた。
| 年度               | 年間 乗車人員 | 定期外 乗車人員 | 定期 乗車人員 | 1日平均 乗車人員 | 年間 降車人員 | 出典              |
| ------------------ | ------------- | --------------- | ------------- | ---------------- | ------------- | ----------------- |
| 1965年（昭和40年） | 2,302,967     | 1,458,849       | 844,118       | -                | 2,415,141     | [ 30 ]            |
| -                  | -             | -               | -             | -                | -             | -                 |
| 1990年（平成02年） | 2,439,104     | 1,490,342       | 948,762       | -                | 2,326,617     | [ 32 ]            |
| 1991年（平成03年） | 2,575,691     | 1,583,846       | 991,845       | -                | 2,516,200     | [ 33 ]            |
| 1992年（平成04年） | 2,612,235     | 1,601,583       | 1,010,652     | -                | 2,541,730     | [ 34 ]            |
| 1993年（平成05年） | 2,523,667     | 1,540,676       | 982,991       | -                | 2,499,238     | [ 35 ]            |
| 1994年（平成06年） | 2,469,533     | 1,494,677       | 974,856       | -                | 2,468,071     | [ 36 ]            |
| 1995年（平成07年） | 2,450,133     | 1,475,266       | 974,867       | -                | 2,483,343     | [ 37 ]            |
| 1996年（平成08年） | 2,387,410     | 1,398,989       | 988,421       | -                | 2,391,932     | [ 38 ]            |
| 1997年（平成09年） | 2,239,754     | 1,301,193       | 938,561       | -                | 2,237,013     | [ 39 ]            |
| 1998年（平成10年） | 2,170,652     | 1,248,845       | 921,807       | -                | 2,164,506     | [ 40 ]            |
| 1999年（平成11年） | 2,072,479     | 1,167,955       | 904,524       | -                | 2,069,014     | [ 41 ]            |
| 2000年（平成12年） | 2,031,542     | 1,145,323       | 886,219       | 5,566            | 2,007,136     | [ 42 ]            |
| 2001年（平成13年） | 2,025,172     | 1,120,060       | 905,112       | 5,548            | 2,021,230     | [ 43 ]            |
| 2002年（平成14年） | 2,004,093     | 1,102,418       | 901,675       | 5,491            | 1,992,486     | [ 44 ]            |
| 2003年（平成15年） | 1,993,394     | 1,063,271       | 930,123       | 5,461            | 1,986,477     | [ 45 ]            |
| 2004年（平成16年） | 1,964,405     | 1,042,823       | 921,582       | 5,382            | 1,952,738     | [ 46 ]            |
| 2005年（平成17年） | 1,989,672     | 1,057,083       | 932,589       | 5,451            | 1,980,321     | [ 47 ]            |
| 2006年（平成18年） | 2,017,287     | 1,043,206       | 974,081       | 5,527            | 2,017,667     | [ 48 ]            |
| 2007年（平成19年） | 2,013,228     | 1,036,482       | 976,746       | 5,501            | 2,016,071     | [ 49 ]            |
| 2008年（平成20年） | 2,029,630     | 1,025,710       | 1,003,920     | 5,561            | 2,034,517     | [ 50 ]            |
| 2009年（平成21年） | 1,909,772     | 930,979         | 978,793       | 5,232            | 1,909,964     | [ 51 ] [ 注釈 3 ] |
| 2010年（平成22年） | 1,921,558     | 924,627         | 996,931       | 5,265            | 1,911,753     | [ 53 ] [ 注釈 3 ] |
| 2011年（平成23年） | 1,964,919     | 939,275         | 1,025,644     | 5,369            | 1,948,374     | [ 54 ] [ 注釈 3 ] |
| 2012年（平成24年） | 1,986,444     | 933,519         | 1,052,925     | 5,442            | 1,972,411     | [ 55 ] [ 注釈 3 ] |
| 2013年（平成25年） | 2,047,372     | 972,968         | 1,074,404     | 5,609            | 2,040,305     | [ 56 ] [ 注釈 3 ] |
| 2014年（平成26年） | 2,055,296     | 991,348         | 1,063,948     | 5,631            | 2,053,665     | [ 57 ] [ 注釈 3 ] |
| 2015年（平成27年） | 2,261,365     | 1,138,696       | 1,122,669     | 6,179            | 2,262,516     | [ 58 ] [ 注釈 3 ] |
| 2016年（平成28年） | 2,165,368     | -               | -             | 5,933            | 2,172,176     | [ 31 ] [ 59 ]     |
| 2017年（平成29年） | -             | -               | -             | 5,940            | -             | [ 60 ]            |
| 2018年（平成30年） | -             | -               | -             | 5,978            | -             | [ 61 ]            |
| 2019年（令和元年） | -             | -               | -             | 5,977            | -             | [ 62 ]            |
| 2020年（令和02年） | -             | -               | -             | 4,241            | -             | [ 63 ]            |
| 2021年（令和03年） | -             | -               | -             | 4,385            | -             | [ 64 ]            |
| 2022年（令和04年） | -             | -               | -             | 5,042            | -             | [ 65 ]            |
| 2023年（令和05年） | -             | -               | -             | 5,621            | -             | [ 66 ]            |

## 駅周辺
駅周辺は別府温泉を中心に数々の温泉施設が存在する。旅館やホテルなどの宿泊施設も多い。また、別府市の中心部で各行政機関などが集中する。

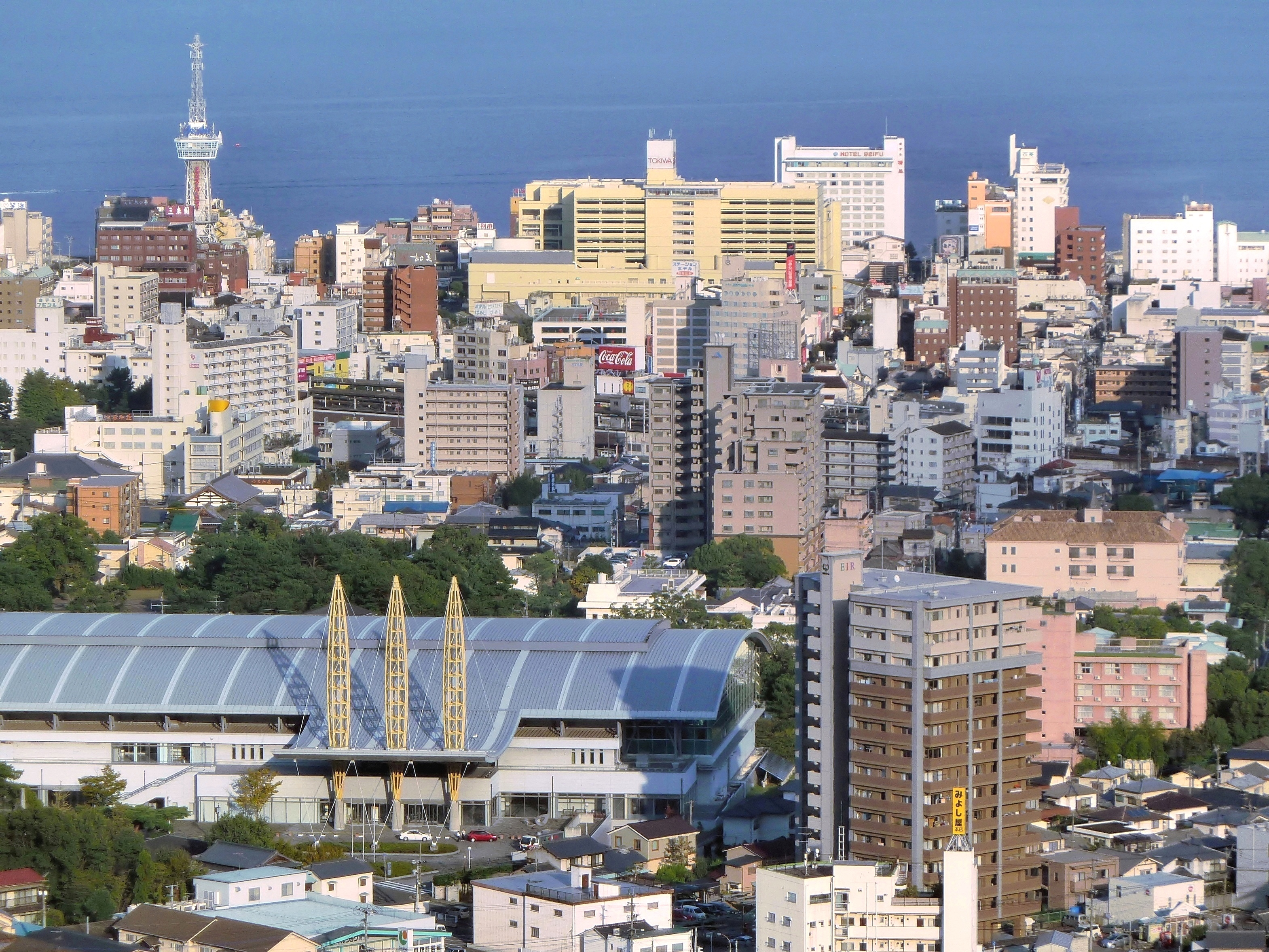
別府駅周辺を俯瞰。中央左に駅西口（山手口）が見える。
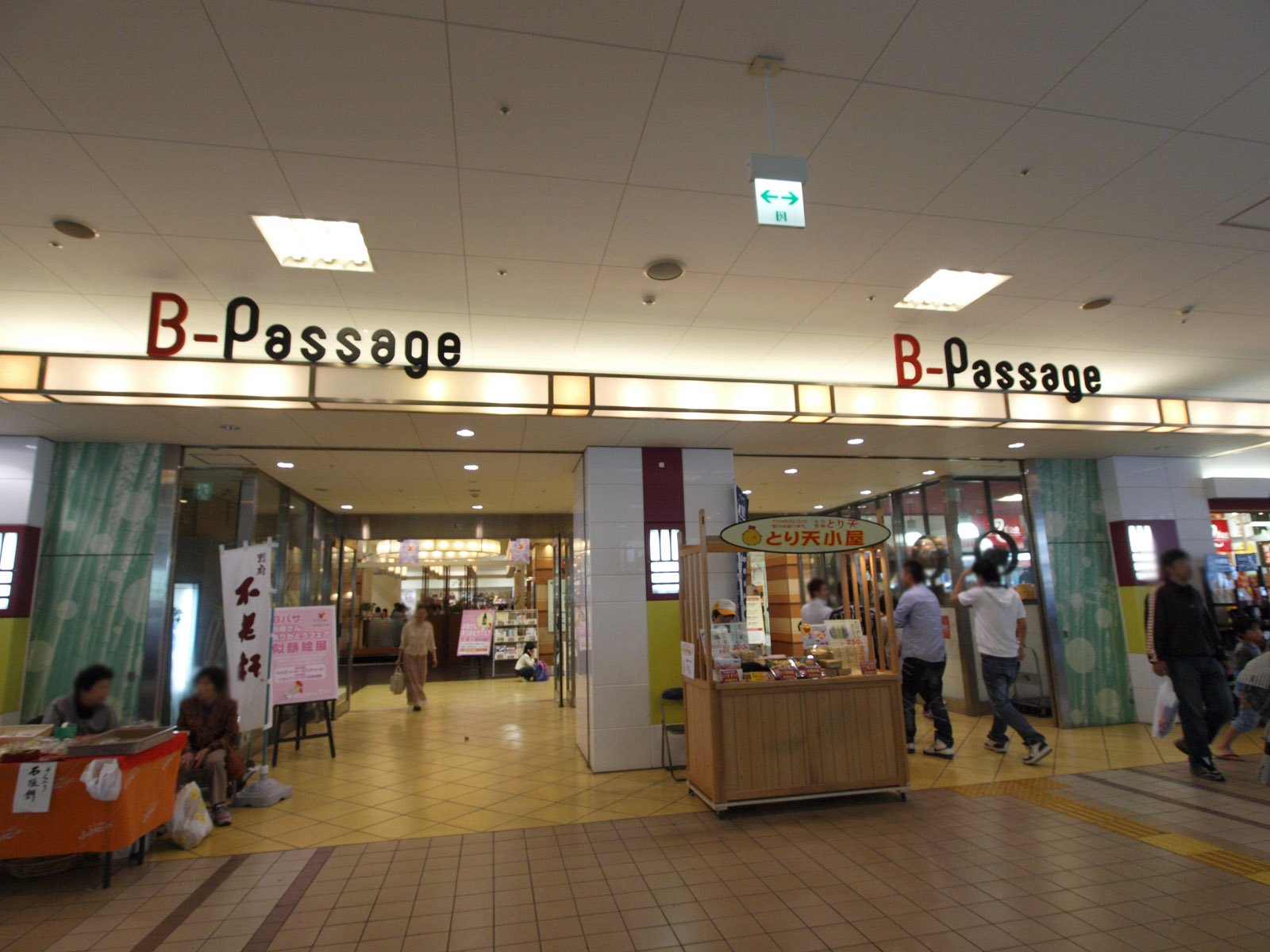
別府駅商業施設 (B-Passage)
駅前東口にある油屋熊八の像

### 東口（海岸口）

#### 駅前
- バスターミナル、定期観光バス乗り場（亀の井バス・大分交通）
  - 路線バス: ラクテンチ、観海寺温泉、杉乃井ホテル、鉄輪温泉、別府国際観光港、立命館アジア太平洋大学、亀川、高崎山、うみたまご、大分駅他方面
  - 定期観光バス: 別府地獄めぐり、くじゅう他方面
- ヤマダデンキテックランド別府駅前店
- 油屋熊八像
- 別府八湯 御宿 野乃別府
- 手湯（源泉かけ流し）

#### 駅前通り周辺
- 駅前本町バス停: 九州横断バス（九州産交バス）
  - 由布院、くじゅう高原、黒川温泉、阿蘇、熊本方面
- 別府ステーションホテル
- 駅前高等温泉
- 別府駅前クリニックビル
- ホテルアーサー
- ホテルアークイン松美
- 伊予銀行別府支店
- 大分みらい信用金庫本店
- 弥生銀天街（ほっとストリートやよい天狗通り）
- 春日温泉
- 海門寺温泉、海門寺、海門寺公園
- 国際通りソルパセオ銀座商店街

#### 国道10号周辺
- トキハ別府店
- ゆめタウン別府
- ドン・キホーテ 別府店
- 北浜バスセンター（亀の井バス・大分交通）
  - 定期観光バス（別府地獄めぐり、くじゅう、国東半島、耶馬渓）
  - エアライナー（大分空港連絡バス、降車のみ。乗車はトキハ前の別府北浜停留所から）
  - 九州横断バス（九州産交バス: 乗車はトキハ前の別府北浜停留所から）
  - 福岡（天神・博多）方面行き高速バス（西鉄バスと共同運行）
  - 路線バスなど
- 別府タワー
- 野上本館
- 波止場神社
- 平野資料館
- 竹瓦温泉
- ホテルニューツルタ
- ホテルエール
- 北浜公園
- 北浜マリーナ
- 北浜ヨットハーバー
- 花菱ホテル
- ホテル大福
- ホテル雄飛
- 西鉄リゾートイン別府
- 大江戸温泉物語 別府清風
- 天空湯房清海荘
- ホテル好楽
- ホテルニュー松実
- ホテル白鷺
- ゆわいの宿竹乃井
- 夢ホテルかくすい苑
- ホテル三泉閣（2020年破産[67]、2023年に跡地を別府温泉ホテルが取得[67]）
- 別府本願寺
- くつろぎの宿山田別荘
- ホテル臨海
- シーサイドホテル美松
- 悠彩の宿望海
- ホテルふじ
- 的ヶ浜公園
- 別府国際観光港（約2 km北。バス約10分）

#### 流川通り周辺
- 別府亀の井ホテル
- 不老泉
- 西法寺
- 西日本シティ銀行別府支店
- 旅館たわらや
- マルショク流川店
- 楠銀天街
- 寿温泉
- 大分信用金庫別府支店
- 明治安田生命ビル
- 別府アートミュージアム

### 西口（山の手口）

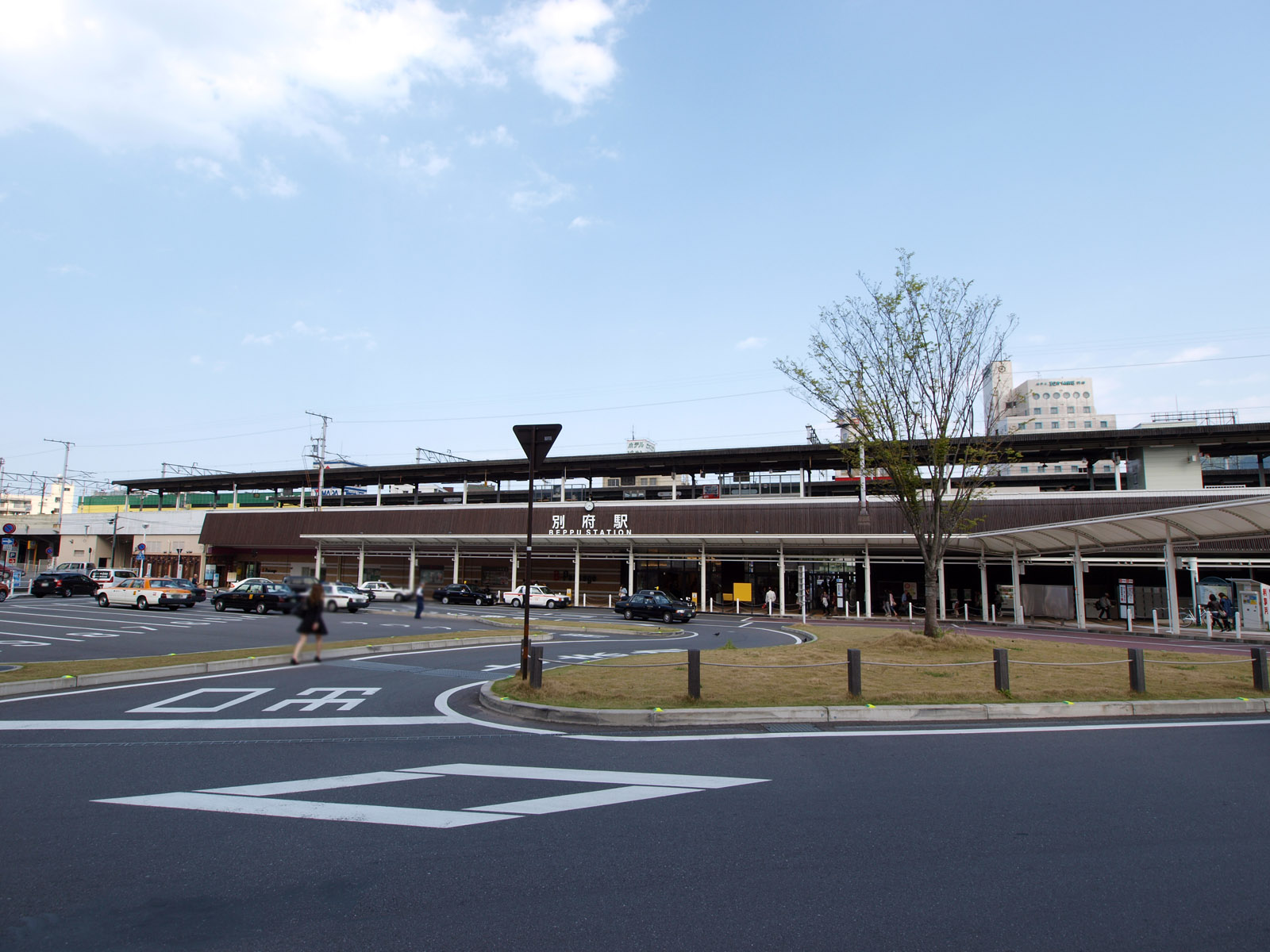
西口（山手口）駅舎

#### 駅前周辺
- バスターミナル（亀の井バス）
  - ラクテンチ、観海寺温泉、杉乃井ホテル、浜脇温泉、鉄輪温泉、立命館アジア太平洋大学、亀川、別府ロープウェイ、城島高原、湯布院、アフリカンサファリ他方面
- フジヨシホテル
- 別府第一ホテル
- ビジネスホテルスター
- ビジネスホテル花月
- 旅館ほり井
- 田の湯温泉
- 天理教大分教務支庁

#### 青山通り周辺
- 緑の太陽（岡本太郎作の陶板壁画）
- 別府松本記念児童図書館
- 日本ナザレン教会別府キリスト教会
- 別府年金事務所
- つるみ荘
- JR九州の宿べっぷ荘
- ホテル白菊
- ハローワーク別府
- 別府公園
- 別府市役所南部出張所
- 宮地嶽神社
- 別府市営青山団地
- 別府市立青山小学校

#### 流川通り周辺
- 別府市公会堂（別府市市民会館・別府中央公民館）
- 旅館もみや
- 別府上田の湯郵便局
- 別府税務署
- 極楽寺
- 別府簡易裁判所
- 別府区検察庁
- 別府市総合体育館（べっぷアリーナ）
- マルショク青山店
- 別府市立山の手中学校
- ビーコンプラザ、グローバルタワー

#### その他
- 別府市役所
- 県立生涯教育センター
- 京都大学大学院理学研究科附属地球熱学研究施設
- 九州大学病院別府病院
- 陸上自衛隊別府駐屯地
- 自衛隊別府病院
- 大分県立別府鶴見丘高等学校
- 大分県立別府翔青高等学校
- 明豊中学校・高等学校
- 別府市民体育館
- 野口原総合運動場

## かつての「新別府駅」構想
1952年（昭和27年）に市内新港町に別府駅を全面移転させる構想が発表されたが、現・別府駅周辺住民の反対などから立ち消えになった。
その後は規模を縮小して新別府駅（仮称）を作る計画も存在したが、1987年（昭和62年）には約1.5 kmほど小倉寄りに別府大学駅が開業した。
「新別府駅」の名前は、旧・新駅の予定地附近を走る市道「新別府駅明礬線」（通称：観光港大通り）にも見ることができる。

## 隣の駅
九州旅客鉄道（JR九州）
■日豊本線
- 特急「ソニック」「にちりん」「にちりんシーガイア」停車駅、「ゆふ」「ゆふいんの森」「九州横断特急」発着駅

別府大学駅 - 別府駅 - 東別府駅